# ゲコチュー
ゲコチューは佐香智久が描いたオリジナルキャラクター。

## 概要
佐香智久が描いたオリジナルキャラクター。本人は「カエルの着ぐるみを着たネズミ」と説明している。オフィシャルmixiページでその絵が公開されている。当初はホワイトボードに絵を描いた簡単なキャラクターであったが、ＰＣでの描き込みを行い、今では本格的に描写されている。ファン独自でゲコチューグッズを作って、イベントやライブの鑑賞したりしており、ファンの間でも人気がある。2012年9月18日のワンマンライブでは、ゲコチューをあしらった佐香智久のオフィシャルグッズが会場で初めて販売された。
2013年2月19日に代々木アニメーション学院がゲコチューの登場する｢初恋｣(佐香智久)のミュージック・ビデオを制作し、YouTube上で公開。ゲコチューの動画化は初めてとなる。